# Bill Delahunt
William D. Delahunt dit Bill Delahunt, né le 18 juillet 1941 et mort le 30 mars 2024 à Quincy (Massachusetts), est un homme politique américain. Membre du Parti démocrate, il est élu pour le Massachusetts à la Chambre des représentants des États-Unis de 1997 à 2011.

## Biographie

### Études et débuts en politique
Bill Delahunt est diplômé d'un baccalauréat universitaire du Middlebury College en 1963. Il s'engage en politique dès cette époque, en étant le vice-président des « Étudiants pour Kennedy » au Vermont avec Ronald Brown. Il obtient un juris doctor du Boston College en 1967. Parallèlement à ses études, il est réserviste des United States Coast Guards de 1963 à 1971.
Il est élu à la Chambre des représentants du Massachusetts en 1973. Après un mandat, cet avocat de profession est élu procureur de district pour le comté de Norfolk de 1975 à 1996. En 1986, il ne poursuit pas Amy Bishop lorsqu'elle celle-ci tue son frère ; le rapport de police parlant d'un accident. Cet incident reviendra sur le devant de la scène en février 2010, lorsque Bishop est l'auteure de la fusillade de l'université d'Alabama à Huntsville (en).

### Représentant des États-Unis
Lors des élections de 1996, Delahunt se présente à la Chambre des représentants des États-Unis pour succéder au démocrate Gerry Studds. Il est candidat dans le 10e district du Massachusetts, qui s'étend du sud de Boston au cap Cod. Il est donné favori de la primaire démocrate, mais il est critiqué pour avoir fait passer des dépenses supposées personnelles sur son compte de campagne. Le soir de la primaire, il est donné battu par Philip Johnston d'environ 175 voix. Un mois plus tard, après avoir revu 900 bulletins, un juge modifie les résultats et donne Delahunt vainqueur de 108 voix. La Cour suprême maintient cette décision, seulement quatre semaines avant les élections générales. Cette situation donne des espoirs aux républicains, dans cette circonscription qui est la plus conservatrice du Massachusetts. Delahunt fait campagne contre le chef de la minorité républicaine à la Chambre des représentants locale, Edward Teague, sur le thème de la défense des classes moyennes et de la défense de l'environnement,. Il est élu représentant des États-Unis avec 54,3 % des suffrages.
À la Chambre, Delahunt siège à la commission des ressources naturelles et la commission de la justice. Il est réélu facilement tous les deux ans, avec des scores toujours supérieurs à 64 % des suffrages. Il songe à se retirer avant les élections de 2008 mais Ted Kennedy l'incite à rester au Congrès pour participer au premier mandat de Barack Obama. Il est réélu sans opposant républicain. En mars 2010, il annonce qu'il ne sera pas candidat aux élections de mi-mandat,.

### Après le Congrès
Après son retrait du Congrès, l'ancien représentant ouvre un cabinet de lobbying, le Delahunt Group. Il est critiqué pour être rémunéré par des municipalités pour lesquelles il avait obtenu des fonds du Congrès. Par exemple, il est rémunéré 90 000 dollars par Hull, 80 % de cet argent provenant d'un fonds pour l'énergie éolienne qu'il a lui-même obtenu pour la ville. Delahunt considère être en règle puisque la loi fédérale n'interdit que le lobbying auprès de ses anciens collègues et équipes pendant un an. Delahunt estime qu'il ne fait que continuer de défendre des projets qu'il défendait lorsqu'il était élu.